# Хальвдан Белая Кость
Хальвдан Белая Кость (др.-сканд. Hálfdan hvítbeinn) — полулегендарный конунг из династии Инглингов, живший в первой половине VIII века. Подчинил себе Хейдмёрк и Раумарики.

## Биография
Подвиги Хальвдана Белая Кость относительно подробно описываются в Саге об Инглингах. Он был сыном Олава Лесоруба и Сёльвейг, дочери конунга Солейяр Хальвдана Золотой Зуб. У них был еще один ребенок — Ингьяльд. Хальвдан воспитывался в Солейяр у дяди по матери, которого звали Сёльви. После того, как Олав Лесоруб был принесен в жертву, люди отправились в Солейяр, убили Сёльви и провозгласили Хальвдана конунгом. После этого Хальвдан подчинил себе Солейяр, а потом пошел войной на Раумарики (совр. Румерике), захватив и эту землю. А. А. Хлевов датирует эти события примерно 750 годом.
Хальвдан был воинственным конунгом и к концу жизни покорил Тотн, Хадаланд (исторические части в Оппланне), большую часть Хейдмёрка (совр. Хедмарк) и большую часть Вестфольда (совр. Вестфолл), которая досталась Инглингам после смерти свата Хальвдана Эйрика. После смерти своего брата Ингьяльда, который правил в Вермаланде, Хальвдану досталась и эта область.
Хальвдан был женат на Асе — дочери конунга Упплёнда (совр. Оппланн) Эйнстейна Сурового. У них были дети: Гудрёд и Эйстейн. Хальвдан дожил до старости и умер в Тотене. Его тело перевезли в Вестфольд и похоронили в Скирингссале.